# Microcreagris birmanica
Microcreagris birmanica är en spindeldjursart som beskrevs av Edvard Ellingsen 1911. Microcreagris birmanica ingår i släktet Microcreagris och familjen helplåtklokrypare. Inga underarter finns listade i Catalogue of Life.